# Euxoa quadrata
Euxoa quadrata là một loài bướm đêm trong họ Noctuidae.